# Europees kampioenschap basketbal mannen 1997
Eurobasket 1997 is het 30e gehouden Europees Kampioenschap basketbal. Eurobasket 1997 werd georganiseerd door FIBA Europe. Zestien landen die ingeschreven waren bij de FIBA, namen deel aan het toernooi dat gehouden werd in juni en juli 1997 in Catalonië, Spanje. Het basketbalteam van Joegoslavië won in de finale van het toernooi met 61-46 van Italië, waarmee het de uiteindelijke winnaar van Eurobasket 1997 werd. De strijd om de derde en vierde plaats werd beslecht door Griekenland en Rusland. Rusland won de wedstrijd met 97-77.

## Eindklassement
1. FR Joegoslavië
2. Italië
3. Rusland
4. Griekenland
5. Spanje
6. Litouwen
7. Polen
8. Turkije
9. Israël
10. Frankrijk
11. Kroatië
12. Duitsland
13. Oekraïne
14. Slovenië
15. Bosnië en Herzegovina
16. Letland

| Eurobasket 1997 winnaar   |
| ------------------------- |
| Joegoslavië Zevende titel |

## Individuele prijzen

### MVP (Meest Waardevolle Speler)
- Saša Đorđević

### All-Star Team
- Saša Đorđević
- Dominik Tomczyk
- Dejan Bodiroga
- Željko Rebrača
- Michail Michajlov